# Androsace handel-mazzettii
Androsace handel-mazzettii là một loài thực vật có hoa trong họ Anh thảo. Loài này được Kress mô tả khoa học đầu tiên năm 1965.